# Ramunė
Ramunė ist ein litauischer weiblicher Vorname, abgeleitet von ramunė, dt. 'Camille'. Die männliche Form ist Ramunius. 

## Personen
- Ramunė Visockytė (* 1967),  Journalistin und Politikerin, ehem. Mitglied des litauischen Parlaments Seimas